# Marulla de Verona
Marulla de Verona (en griego: Μαρούλα της Βερόνα; fallecida en 1326), fue la señora de Caristo en la Grecia franca. 

## Biografía
Era hija de Bonifacio de Verona, señor de Caristo, triarca de Negroponte, y gran señor en el Ducado de Atenas. Se casó en 1313 con Alfonso Fadrique, hijo ilegítimo del rey Federico II de Sicilia. Por su matrimonio, se le concedió como dote los castillos de Caristo, Larmena, Lamía y Gardiki en el ducado de Atenas. Dejó a su hermano utilizar el castillo de Larmena en 1324, pero lo recuperó cuando este murió.
Por su matrimonio con Alfonso Fadrique tuvo siete hijos:
- Simona Fadrique, se casó con Jorge II Ghisi, triarca de Negroponte y señor de Tenos y Miconos.
- Pedro Fadrique, conde de Salona entre 1338 y 1355.
- Jaime Fadrique conde de Salona entre 1355 y 1365.
- Guillermo Fadrique, señor de Estiria y de Lebadea.
- Bonifacio Fadrique, señor de Egina, Piada y Caristo ente 1359 y 1376.
- Juan Fadrique (fallecido en 1366), señor de Salamina, se casó con Marulla Zaccaria de Bodonitsa.